# Batsu to Maru to Tsumi to
Batsu to Maru to Tsumi to (яп. ×と○と罪と Бацу то мару то цуми то) — седьмой альбом японской рок-группы RADWIMPS, выпущенный лейблом Universal Music Japan 11 декабря 2013 года. Альбом достиг 2 места в еженедельном чарте Oricon, а также получил платиновую сертификацию RIAJ.

## Об альбоме
Сразу после выхода предыдущего альбома Zettai Zetsumei, 11 марта 2011 года в Японии произошло землетрясение, из-за чего после тура, прошедшего с апреля по август 2011 года, RADWIMPS приостановили свою музыкальную деятельность. Группа вернулась к созданию музыки 11 марта 2012 года, в первую годовщину землетрясения, записав песню под названием «Hakujitsu» (яп. 白日 Хакудзицу, «яркое солнце»), посвятив её жертвам тех событий. И после этого, весной 2012 года, началась работа над новым альбомом. В это время группа уже записывала не вошедший в альбом сингл «Sprechchor», выпустив его 1 августа того же года. Когда Нода писал тексты песен, он не думал о том, каким именно получится альбом.
Альбом включает в себя 15 композиций. Все песни спеты в основном на японском языке. Английский частично используется в трёх песнях.

## Продвижение
Первый сингл под названием «Dreamer's High» был выпущен 27 марта 2013 года, а видеоклип на песню вышел 7 мая. Второй и последний сингл «Gogatsu no Hae/Last Virgin» был выпущен за два месяца до выхода альбома — 16 октября 2013 года. Видеоклип на песню «Last Virgin» вышел 13 ноября, а на «Gogatsu no Hae» — 14 декабря 2013 года. В этот же день вышло музыкально видео на песню «Kaishin no Ichigeki». Сингл «Dreamer's High» занял шестое место в еженедельном чарте Oricon, а «Gogatsu no Hae/Last Virgin» — третье.
Тур в поддержку альбома под названием RADWIMPS GRAND PRIX 2014 実況生中継 прошел с февраля по июль 2014 года, в котором группа дала 44 выступления. Запись с тура также была выпущена на DVD и Blu-ray 3 декабря 2014 года. DVD-версия заняла первое место в чарте Oricon, а Blu-ray — третье.

## Список композиций
| №                   | Название                              | Длительность |
| ------------------- | ------------------------------------- | ------------ |
| 1.                  | «Ienai» (いえない)                    | 6:32         |
| 2.                  | «Jikkyou Chuukei» (実況中継)          | 5:05         |
| 3.                  | «Iron Bible» (アイアンバイブル)       | 5:35         |
| 4.                  | «Reunion» (リユニオン)                | 5:19         |
| 5.                  | «Darma Grand Prix»                    | 4:09         |
| 6.                  | «Gogatsu no Hae» (五月の蝿)           | 5:02         |
| 7.                  | «Saigo no Bansan» (最後の晩餐)        | 5:10         |
| 8.                  | «Yugiri» (夕霧)                       | 1:40         |
| 9.                  | «Breath» (ブレス)                     | 6:22         |
| 10.                 | «Perfect Baby» (パーフェクトベイビー) | 3:56         |
| 11.                 | «Dreamer's High» (ドリーマーズ・ハイ) | 5:57         |
| 12.                 | «Kaishin no Ichigeki» (会心の一撃)    | 4:36         |
| 13.                 | «Tummy»                               | 4:47         |
| 14.                 | «Last Virgin» (ラストバージン)        | 5:15         |
| 15.                 | «Hari to Toge» (針と棘)               | 7:20         |
| Общая длительность: | Общая длительность:                   | 1:16:51      |

## Позиции в чартах

### Еженедельные
| Чарт (2013)                      | Высшая позиция |
| -------------------------------- | -------------- |
| Еженедельные альбомы Oricon      | 2              |
| Billboard Japan Top Albums Sales | 1              |

### Итоговые годовые
| Чарт (2014)                      | Высшая позиция |
| -------------------------------- | -------------- |
| Ежегодные альбомы Oricon         | 31             |
| Billboard Japan Top Albums Sales | 28             |

## Продажи и сертификации
| Чарт                      | Количество          |
| ------------------------- | ------------------- |
| Физические продажи Oricon | 140 000             |
| Сертификация RIAJ         | Platinum (250 000+) |